# Kyle O'Reilly
Kyle Emmanuel Greenwood (n. 1 martie 1987, Delta⁠(d), British Columbia, Canada) este un wrestler profesionist canadian care a semnat în prezent cu All Elite Wrestling (AEW), unde lupta sub numele de ring Kyle O'Reilly, unde este în prezent absent din cauza unei accidentări. El este, de asemenea, cunoscut pentru timpul petrecut în Ring of Honor (ROH) din 2009 până în 2017 și WWE unde a evoluat pe brandul NXT din 2017 până în 2021,folosind in ambele același nume de ring. A fost de trei ori campion NXT Tag Team și a fost membru fondator The Undisputed Era.

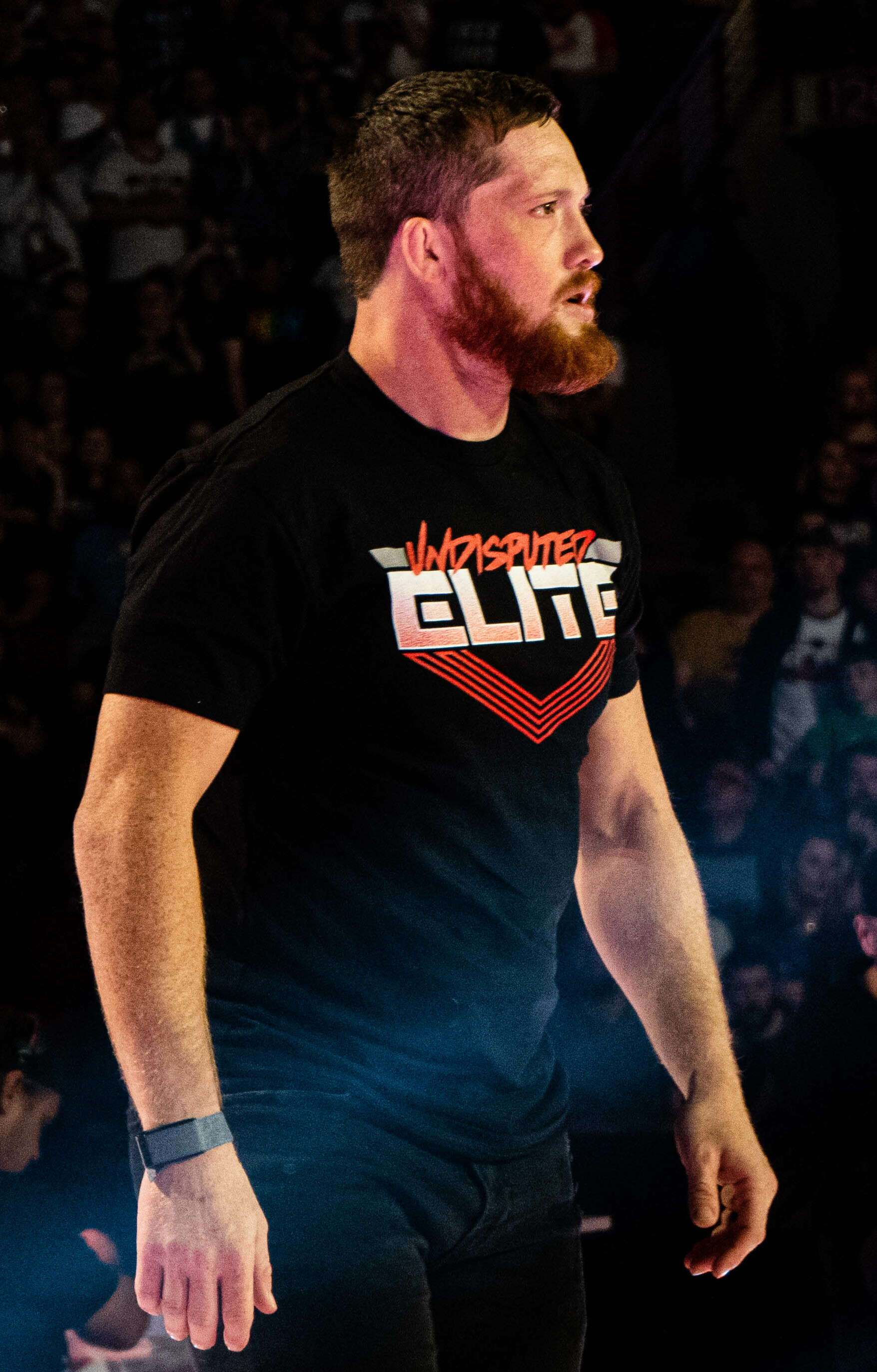
Kyle O'Reilly - Forbidden Door (AEW x NJPW)

De asemenea, a lucrat pentru New Japan Pro-Wrestling (NJPW) și a concurat pentru mai multe promoții independente, în special pentru Pro Wrestling Guerrilla (PWG). În ROH, el este o singură dată campion mondial ROH și de trei ori campion mondial ROH pe echipe alături de Bobby Fish ca reDRagon, în timp ce în PWG, este un singur campion mondial PWG și câștigătorul Battle Of Los Angeles. După expirarea contractului său cu WWE, Greenwood a semnat cu AEW în decembrie 2021.